# Sayonara Boy Opal
| Recensione | Giudizio |
| ---------- | -------- |
| InterMedia | 8,5/10   |

Sayonara Boy Opal è il settimo album in studio del rapper russo Ėldžej, pubblicato il 27 febbraio 2020 dalla Universal Russia.

## Tracce
Testi e musiche di Ėldžej, eccetto dove indicato.
1. Platina – 2:36
2. Letsgirit – 2:26
3. Parnyj ajtem – 2:07
4. Fans – 2:35
5. Sayonara Mama Boy – 3:11
6. TrėpChausRok – 3:42
7. Darknet – 2:36
8. Toilet (con Tommy Cash e Kosta Lakosta) – 3:50 (Ėldžej, Tommy Cash, Kosta Lakosta)
9. Šejch – 2:57
10. Samuraj – 2:31
11. Krovostok – 2:40
12. Dyrki v golove – 3:26
13. Tamagotchi (Bonus) – 3:00

## Classifiche
| Classifica (2020) | Posizione massima |
| ----------------- | ----------------- |
| Estonia           | 14                |
| Lituania          | 45                |